# Dioscoreophyllum cumminsii
Dioscoreophyllum cumminsii là một loài thực vật có hoa trong họ Biển bức cát. Loài này được (Stapf) Diels mô tả khoa học đầu tiên năm 1910.